# Evionnaz
Evionnaz ou Évionnaz (/evjɔna/ ou /evjɔn/) est une commune suisse du canton du Valais située dans le district de Saint-Maurice.

## Géographie

### Situation
Le territoire d'Evionnaz s'étend sur 47,99 km2, de la plaine du Rhône, en rive gauche, jusqu'aux dents du Midi. Il comprend les hameaux de La Balmaz et de La Rasse. Lors du relevé de 2013-2018, les surfaces d'habitations et d'infrastructures représentaient 2,4 % de sa superficie, les surfaces agricoles 11,5 %, les surfaces boisées 19,5 % et les surfaces improductives 66,6 %.

### Transport
La commune est desservie par le RER Valais au niveau de la gare d'Evionnaz, qui se trouve sur la ligne du Simplon. Elle est également reliée à l'A9 (Brigue-Lausanne-Vallorbe)  19 (Bex) et   20 (Saint-Maurice).

## Toponymie
Le nom de la commune, qui se prononce /evjɔna/ ou /evjɔn/ et s'écrit Evionnaz ou Évionnaz, est d'origine obscure. Il semble désigner une rivière et se terminer par le suffixe hydronymique celtique -ŏna.
Sa première occurrence écrite date de 1263, sous la forme Eviona. 

## Histoire

Photo aérienne (1949).

Dans les années 500, le village, alors appelé Eaponne ou Epponnaz, selon les sources est totalement enseveli par l'effondrement du mont Taurus ou Tauredunum qui se détacha de sa base. La date exacte est imprécise ; selon le Chanoine Boccard, l'événement se serait passé en 563 alors qu'une note anonyme des archives de la commune le situe en 513. C'est après cette chute que les sources d'eau chaude, qui descendent des Dents du Midi remontent en surface à Lavey-les-Bains, où elles sont exploitées de nos jours encore.
Le 9 octobre 1635, le village est à nouveau enseveli, cette fois-ci par le Novierroz. Le cours du Rhône est alors coupé et le fleuve regorge jusqu'à Riddes. Le torrent de la Marre forme un lac au pied du Jorat et menace la population. L'année suivante, les habitants terrifiés par la montée des eaux de la Marre, bâtissent une chapelle à La Rasse et changent le nom du torrent en Saint-Barthélémy. Encore aujourd'hui, le 24 août une procession se rend à la chapelle pour prier le saint.
En 1644, un incendie détruit 32 maisons dans le village.
Le 26 août 1835, aux alentours de 11 heures, une partie de la Cime de l'Est se détache, brise le glacier et détruit le Bois-Noir. Une coulée de boue ensevelit le hameau de la Rasse.
Le 20 juillet 1900, un incendie ravage un pâté de maisons du village depuis l'ancienne poste jusqu'au café de la Couronne.
En 1923, lors de la pose du câble téléphonique, l'on ouvre la rue principale. L'ouverture aux alentours du Café de la Couronne (dont uniquement l'enseigne subsiste aujourd'hui) met au jour une sorte de cheminée d'une profondeur de plus de 30 mètres vestige probable du village des années 500, mais les recherches ne continuèrent pas plus loin et la cheminée fut remplie de terre.
En 1926, le Bois-Noir est enseveli par un débordement du Saint-Barthélémy accompagné d'une coulée de limon, de roche et de glace, coupant la route cantonale et le chemin de fer. En 1930, le Saint-Barthélémy récidiva, forçant ainsi la construction de 5 barrages sur son cours, aujourd'hui tous pleins de pierres et de limons.

## Population

### Gentilé et surnom
Les habitants de la commune se nomment les Évionnards. Ils sont surnommés les Guillots, soit ceux qui courent le guilledou.
Les habitants de la localité de La Balmaz se nomment les Barmaires.

### Démographie

#### Évolution de la population
Evionnaz compte 1 416 habitants au 31 décembre 2022 pour une densité de population de 30 hab/km2. Sur la période 2010-2019, sa population a augmenté de 16,7 % (canton : 10,5 % ; Suisse : 9,4 %).  

#### Pyramide des âges
En 2020, le taux de personnes de moins de 30 ans s'élève à 32,2 %, similaire à la valeur cantonale (31,7 %). Le taux de personnes de plus de 60 ans est quant à lui de 24,1 %, alors qu'il est de 26,6 % au niveau cantonal.
La même année, la commune compte 682 hommes pour 663 femmes, soit un taux de 50,7 % d'hommes, supérieur à celui du canton (49,6 %).
| Hommes | Classe d’âge | Femmes |
| ------ | ------------ | ------ |
| 0,6    | 90 ans ou +  | 1,5    |
| 4,8    | 75 à 89 ans  | 5,9    |
| 16,4   | 60 à 74 ans  | 18,9   |
| 22,0   | 45 à 59 ans  | 20,2   |
| 23,5   | 30 à 44 ans  | 21,9   |
| 14,5   | 15 à 29 ans  | 16,6   |
| 18,2   | - de 14 ans  | 15,1   |

| Hommes | Classe d’âge | Femmes |
| ------ | ------------ | ------ |
| 0,5    | 90 ans ou +  | 1,2    |
| 7,5    | 75 à 89 ans  | 9,4    |
| 16,8   | 60 à 74 ans  | 17,7   |
| 22,2   | 45 à 59 ans  | 21,7   |
| 20,3   | 30 à 44 ans  | 19,4   |
| 17,7   | 15 à 29 ans  | 16,6   |
| 14,9   | - de 14 ans  | 14,1   |

## Économie

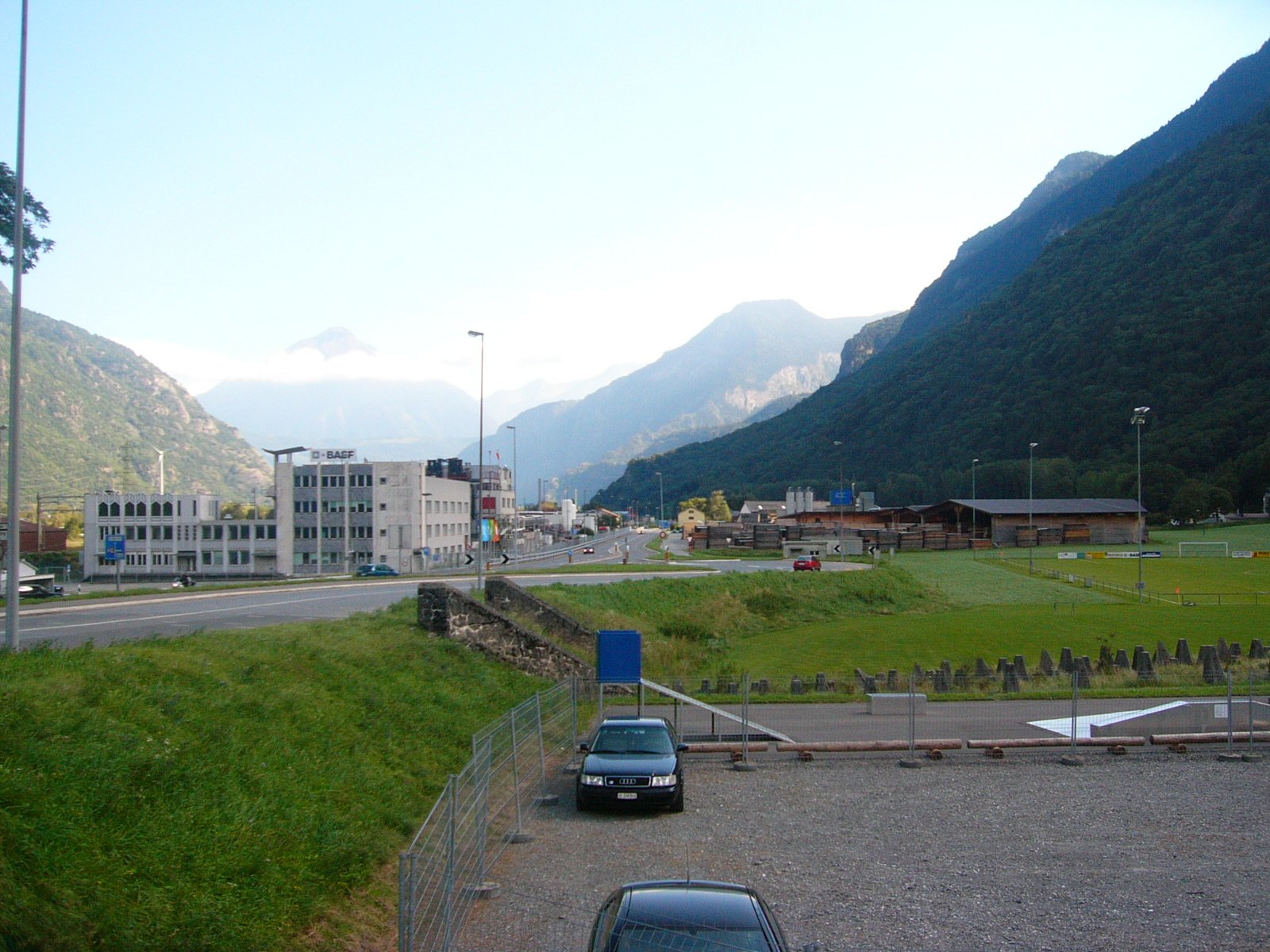
Zone industrielle.

L'économie d'Evionnaz repose principalement sur le secteur secondaire avec un géant de la chimie industriel : Siegfried (Orgamol SA installé à Evionnaz depuis 1957, acheté par BASF en 2005 et devenu BASF Pharma (Evionnaz) SA, acheté par Siegfried Holding en 2015). La commune représente 33 hectares de terrain industriel.

## Tourisme
- Le parc d'attractions « Labyrinthe Aventure »
- Le lac de Salanfe et son auberge au pied des dents du Midi.

## Héraldique
| Blason | Blasonnement : « D'azur au château crénelé d'argent ouvert du champ et surmonté de trois devises ondées du second. » |

### Archives
- Fonds : Evionnaz, Commune (1332-20e siècle) [3,70 mètres].  Cote : CH AEV, AC Evionnaz. Sion : Archives de l'État du Valais (présentation en ligne).